# Libra sudafricana
La libra fue la unidad monetaria de la Unión Sudafricana desde la creación del país como Dominio británico en 1910. Cada libra se subdividía en 20 chelines y cada chelín constaba de 12 peniques. Fue sustituida por el rand en 1961, el mismo año en el que se proclamó la República de Sudáfrica.

## Historia
La libra esterlina se convirtió en la moneda estándar de la Colonia del Cabo en 1825 por una Orden del Consejo Imperial que reglamentaba la implementación de la libra esterlina en todas las colonias británicas. Las monedas y billetes holandeses fueron sustituidos por los del Reino Unido. Antes de que existiera la Sudáfrica unida, muchas autoridades emitieron sus propias monedas y billetes valuadas en libras y equivalentes a la libra esterlina.
La República Sudafricana, el estado de Bóer que en 1902 se convertiría en la Colonia de Transvaal, imprimió billetes de 1867 a 1902 y acuñó monedas desde 1892 hasta 1902. 
En 1920, el Tesoro emitió papel moneda certificado en patrón oro. Al año siguiente, el Banco de Reserva Sudafricano se estableció como la autoridad emisora de papel moneda. Las monedas empezaron a producirse en 1923. La libra de Sudáfrica mantuvo paridad cambiaria con la libra esterlina a lo largo de su existencia, a excepción de un breve período de tiempo tras el abandono del patrón oro en el Reino Unido en 1931. Cuando el Reino Unido abandonó el patrón oro en septiembre de 1931, Canadá rápidamente siguió los pasos del país europeo, ya que estaba afrontando las mismas dificultades que el Reino Unido. La contracción de la oferta monetaria en los Estados Unidos había estado causando la fuga de grandes cantidades de reservas de oro. La situación en Sudáfrica era diferente, ya que la exportación de oro a Londres era un gran negocio. Según Jan Smuts en su biografía, los nacionalistas no deseaban tomar de manera automática las mismas decisiones que el Reino Unido, y comprendieron que estaban en una posición fuerte para oponerse. Para el Reino Unido y Canadá, una salida del patrón oro fue visto como un escape de un patrón asfixiante, mientras que para Sudáfrica el mismo fue visto como una empresa rentable. Las consecuencias de continuar la adhesión de Sudáfrica al patrón oro no terminaron resultando las que Barry Hertzog esperaba. La libra de Sudáfrica aumentó drásticamente en valor frente a la libra esterlina, y esto prácticamente paralizó la industria de exportación de oro de Sudáfrica repentinamente. En 1933, Hertzog determinó el abandono del patrón oro y la libra de Sudáfrica volvió a la paridad con la libra esterlina, el alivio económico se hizo sentir casi de inmediato.
La libra de Sudáfrica fue reemplazada por el rand sudafricano el 14 de febrero de 1961 en una tasa de que 2 rand equivaldrían a una libra. Esa tasa se mantuvo hasta la devaluación de la libra en 1967, ya que la divisa sudafricana no siguió el mismo camino que la británica.

## Monedas

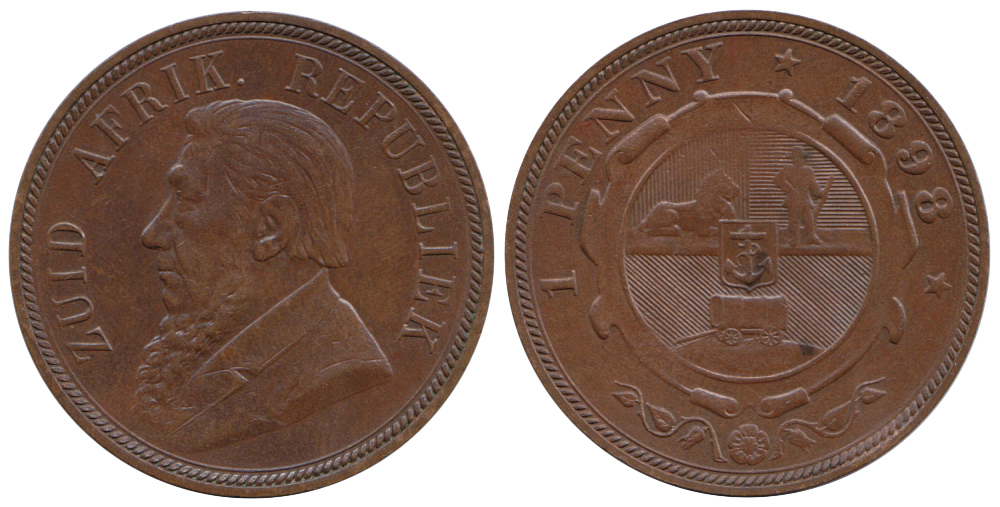
1 penique 1898, República Sudafricana. Bronce.

En 1892, la República Sudafricana acuñó monedas con los siguientes valores: 1, 3 y 6 peniques, 1, 2, 21⁄2 y 5 chelines, 1⁄2 y 1 libra. Todas las monedas se acuñaron hasta el año 1900, con excepción de la de 1 libra, que se siguió produciendo hasta 1902. Las monedas de 1 penique fueron hechas en bronce; los valores desde los 3 peniques hasta las monedas de 5 chelines fueron producidas en plata ; mientras que las de media y 1 libra se las acuñaron en oro.
La Unión Sudafricana produjo sus primeras monedas desde 1923 con valores de 1⁄4, 1⁄2 1, 3 y 6 peniques, 1, 2 y 21⁄2 chelines (inicialmente denominada florín), 1⁄2 y 1 libra (soberano). Las monedas de un cuarto hasta un penique se hacían en bronce y, al igual que resto del cono monetario sudafricano, tenían las mismas dimensiones, pesos y materiales que las británicas, con excepción de los valores de 3 peniques hasta los 21⁄2 chelines, cuya pureza de plata era de 800. Las monedas de oro de medio y de un soberano se emitieron hasta el año 1932.
En 1947 se introdujeron al curso legal monedas de 5 chelines con algunas variantes conmemorativas. En 1951 la pureza pasa de 800 a 500 en las monedas de plata. Las escasas piezas de oro de medio y 1 soberano que se acuñaron desde entonces tenían las mismas dimensiones y pureza que las del Reino Unido.
Todas las monedas tenían en su reverso el busto de quien estuviese al frente de la monarquía británica, con títulos en latín, mientras que del otro lado tenían su denominación y el nombre del país en inglés y afrikáans.

## Billetes
El Gobierno de la Colonia del Cabo emitió billetes de 20 libras en 1834 y de 1 libra un año después. Entre 1869 y 1872 la República Sudafricana, en Transvaal  autorizó la emisión de billetes de 6 peniques, 1, 21⁄2, 5 y 10 chelines, 1, 5 y 10 libras. El Banco Nacional de la República Sudafricana emitió billetes de 1 libra entre 1892 y 1893. Durante la segunda guerra bóer, se imprimieron billetes de 1, 5, 10, 20, 50 y 100 libras.
En 1920, fueron puestos en circulación billetes de 1, 5, 100, 1000 y 10 000 libras. Todos ellos eran billetes del tesoro con certificado de oro. Desde 1921, el Banco de Reserva de Sudáfrica se convirtió en la autoridad responsable de la emisión de papel moneda, e introdujo una nueva familia de billetes de 10 chelines, 1, 5, 20 y 100 libras. En 1943 se agregó a la familia de billetes uno nuevo, el de 10 libras. Todos los billetes tenían inscripciones en afrikáans e inglés. Desde 1948, se emitieron dos variantes de cada billete, unos con el texto en inglés escrito en primero lugar y otros con el texto en afrikáans escrito también en primer lugar.